# رود ویشرا
رود ویشرا رودی است به رود کامه می‌ریزد. این رود از کشور روسیه می‌گذرد. طول آن ۴۱۵ کیلومتر (۲۵۸ مایل) است.